# EKG-apparat

Koppling av de tio elektroderna till en tolv-avlednings EKG-apparat.

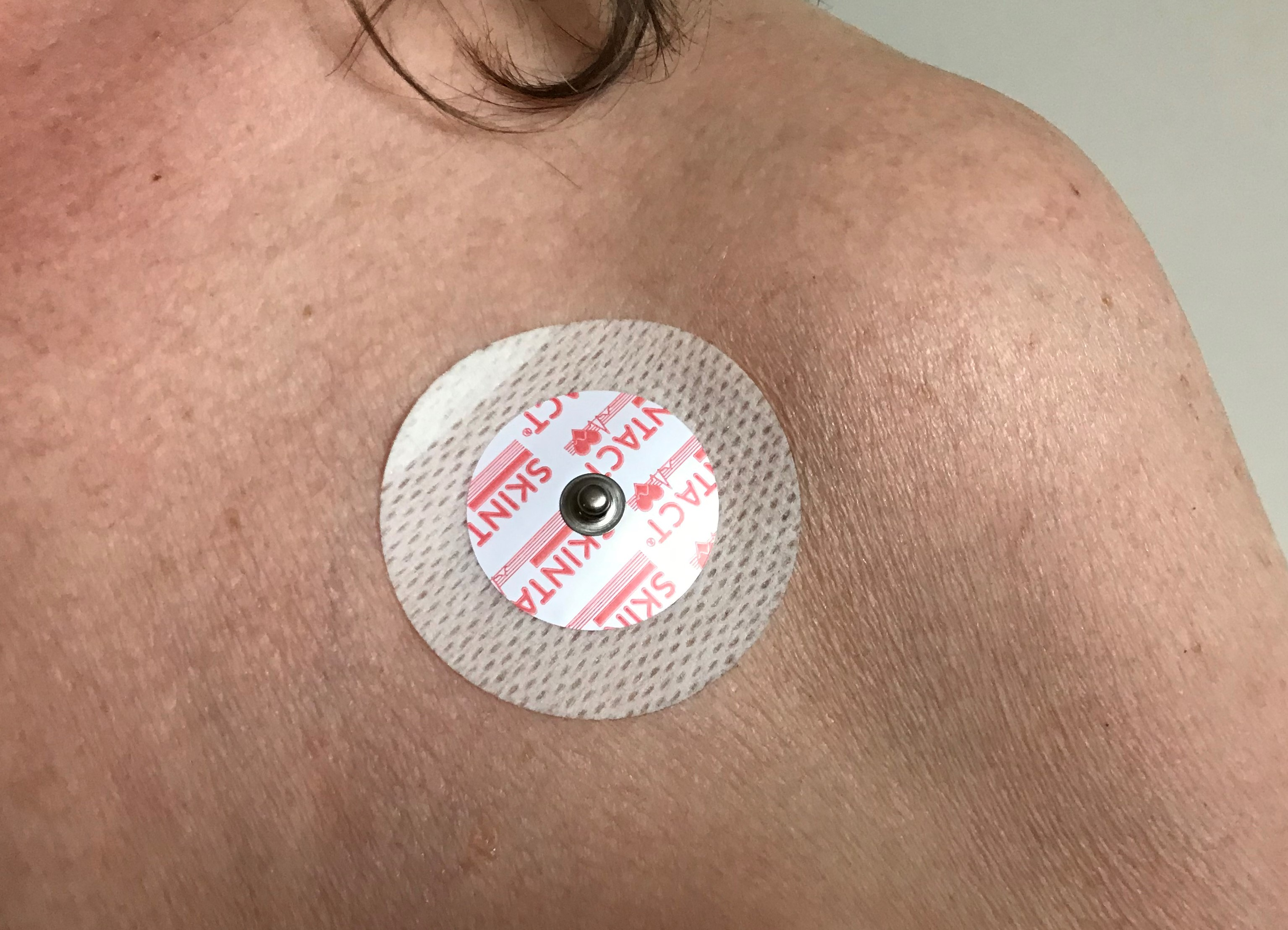
En elektrod.

En EKG-apparat mäter hjärtats elektriska impulser, så att eventuella felaktigheter i hjärtats arbete, som t.ex. en hjärtattack, kan upptäckas. Apparaten skapar en utskrift, som kallas för EKG, vilket betyder elektrokardiogram.

## Risker
Mätningen är en rutinundersökning som kan göras på alla vårdcentraler i Sverige. Eftersom man registrerar impulser från kroppen, så är det helt ofarligt att genomgå en EKG. Något obehag kan uppstå vid borttagandet av elektroderna, eftersom dessa sitter fast med klister.

## Användning

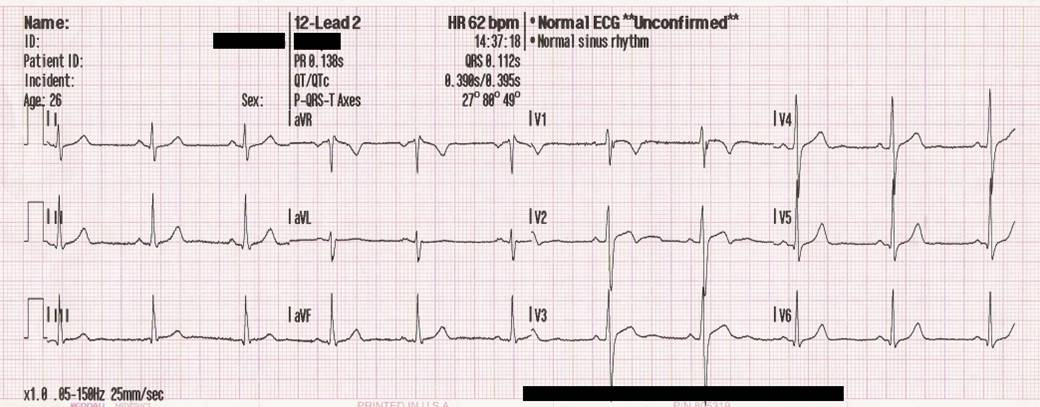
tolv-avlednings EKG av en 26-årig man.

Undersökningen utföres genom att man sätter elektroder på vänster bröst i en båge från bröstbenet mot sidan, och en elektrod på varje arm och ben. När hjärtat slår skickas en elektrisk impuls från höger till vänster, och den går olika snabbt i olika delar av hjärtat. Denna impuls registreras via elektroderna och ritas upp på ett termopapper, som har millimeterstreck. Genom att jämföra kurvorna från de olika elektroderna med en frisk persons EKG kan man se om det är något fel, och var det i så fall sitter.
Elektroden på höger ben är jorden, och ingår inte i mätningen.

## Bedömning
Moderna apparater kan själva diagnostisera och göra en utskrift om de registrerar något som kan vara felaktigt. Detta är bara ett underlag. Den slutliga bedömningen måste göras av en läkare, som även beaktar andra aspekter, liksom möjligheten av eventuella tekniska felaktigheter, såsom att elektroderna kan ha anbringats felaktigt.